# Tỷ lệ
Trong toán học, tỉ lệ hay tỉ số là một mối quan hệ giữa hai số cho biết số đầu tiên chiếm số thứ hai bao nhiêu lần. Ví dụ, nếu một giỏ trái cây có chứa 8 quả cam và 6 quả chanh, thì tỉ lệ cam với chanh là 8 chia 6 (nghĩa là 8:6, tương đương tỉ lệ 4:3). Tương tự như vậy, tỉ lệ chanh với cam là 6:8 (hoặc 3:4) và tỉ lệ cam với tổng số trái cây là 8:14 (hoặc 4:7).

## Cách viết
tỉ lệ có thể là một số tự nhiên hoặc một phân số. Một tỉ lệ có thể viết là "a so với b", "a trên b" hoặc {\displaystyle a:b}, hoặc biểu diễn thành một phép chia của a và b như {\displaystyle {\frac {a}{b}}}. Các thương số bằng nhau biểu thị các tỉ lệ bằng nhau.

## Phần trăm
Phần trăm (ký hiệu %) là tỷ số được viết dưới dạng phân số với mẫu số là 100, thường dùng để chỉ tỉ lệ của một phần so với toàn thể. Ví dụ, trong một nhóm 200 người có 90 người nam và 110 người nữ. Vậy tỉ lệ phần trăm số nam trong nhóm này là {\displaystyle {\frac {90}{200}}\times 100\%=45\%}, của nữ là {\displaystyle 100\%-45\%=55\%}.

## Đơn vị
Các số trong một tỉ lệ có thể là số lượng dưới bất kỳ hình thức nào, chẳng hạn như số lượng người, vật thể, độ dài, trọng lượng,... Khi hai lượng được đo với cùng một đơn vị, như thường thì tỉ lệ của chúng là một số không có đơn vị. Một tỷ số của hai số đo được đo bằng các đơn vị khác nhau được gọi là tỷ giá.
Ví dụ, nếu hộp A có 10 quả bóng và hộp B có 15 quả bóng, tỉ lệ bóng giữa hai hộp A và B là 10 bóng: 15 bóng. Vì các đơn vị giống nhau, ta có thể viết là 10:15 hay rút gọn thành 2:3.
Trong khi đó, giả sử trong một công thức làm bánh, cần 3 quả trứng cho mỗi 2kg bột. Các đơn vị không giống nhau (số - khối lượng) nên tỉ lệ trứng - bột phải viết đầy đủ là 3 trứng : 2 kg bột.

## Cơ may
Cơ may (odds) thường được biểu diễn dưới dạng tỷ số. Ví dụ, một trò chơi có cơ may (thắng - thua) 7:3 tức là cứ 10 lượt chơi sẽ có 7 lượt thắng và 3 lượt thua. Nói cách khác, xác suất chiến thắng một lượt chơi là {\displaystyle {\frac {7}{10}}} hay 70%.

## tỉ lệ xích (tỉ lệ bản đồ)
tỉ lệ rất thông dụng trong việc thiết lập bản đồ cho phép biết được khoảng cách trên bản đồ đã thu nhỏ bao nhiêu lần so với kích thước ngoài thực tế. Ví dụ, trên một bản đồ tỉ lệ 1:1.000, khoảng cách 1 cm (giữa hai vị trí) đo được trên bản đồ sẽ tương đương với 1.000 cm hay 10 m giữa hai vị trí đó trong đời thực. Nói cách khác, bản đồ (của khu vực) này là hình ảnh của khu vực đó với các chiều dài bị thu nhỏ 1.000 lần.

## Một số quy tắc
Muốn tìm {\displaystyle {\frac {m}{n}}} của một số b cho trước, ta tính {\displaystyle {\frac {bm}{n}}}.
Khi biết  {\displaystyle {\frac {m}{n}}} của một số là a, muốn tìm số đó ta tính {\displaystyle a:{\frac {m}{n}}}.